# Jerzy Kornowicz
Jerzy Marian Kornowicz (ur. 12 sierpnia 1959 w Lublinie) – polski kompozytor, od 1 października 2016 (60. edycja) dyrektor Międzynarodowego Festiwalu Muzyki Współczesnej „Warszawska Jesień”.

## Życiorys
W latach 1966–1978 uczył się w Ogólnokształcącej Szkole Muzycznej I i II stopnia w Lublinie, w klasie fortepianu Mieczysława Dawidowicza. Studiował kompozycję u Tadeusza Bairda (1978–1981) i Mariana Borkowskiego (1981–1985) w Akademii Muzycznej w Warszawie oraz u Louisa Andriessena w Konserwatorium Królewskim w Hadze.
Pisze na zamówienie festiwali, instytucji oraz wykonawców z Polski i zagranicy, m.in. Radia BBC, Polskiego Radia, Studia Eksperymentalnego Polskiego Radia, chóru BBC Singers, Festiwalu Warszawska Jesień, orkiestry De Ereprijs, kwartetu Joachim, Filharmonii Praskiej i Miasta Wrocławia.
Utwory Kornowicza wykonują tacy artyści, jak Krzysztof Bąkowski, Elżbieta Chojnacka, Jerzy Maksymiuk, orkiestry Leopoldinum, Wratislavia, Polska Orkiestra Kameralna, Orkiestra Muzyki Nowej, Narodowa Orkiestra Symfoniczna Polskiego Radia w Katowicach, zespoły Aukso, Weltblech, Melos Ethos Ensemble oraz chór Schola Cantorum Gedanensis.
Prezentowane były na Warszawskiej Jesieni, Światowych Dniach Muzyki, Radiowym Festiwalu BBC, festiwalach w Middelburgu, Cheltenham, Paryżu, Lille, Bukareszcie, Mińsku, Kijowie, Odense, Nowym Jorku i Tokio.
Jego kompozycje uzyskały wyróżnienia na Międzynarodowej Trybunie Kompozytorów UNESCO („Figury w oplocie” w roku 2000) oraz nominację do Nagrody Muzycznej Publicznych Mediów OPUS („Spiętrzenia” na orkiestrę w 2008).
Założył wraz z pięcioma innymi kompozytorami grupę Kawalerowie błotni, tworzącą muzykę z wątkami improwizowanymi, alternatywnymi i jazzowymi. Grupa koncertowała na festiwalach „Chopin i Jego Europa”, Musica Polonica Nova, Warszawska Jesień, Audio Art w Krakowie, Audio Art w Warszawie i Warszawskich Spotkaniach Muzycznych.
Jerzy Kornowicz obok pracy twórczej prowadzi szeroką działalność społeczną i organizatorską. Był przewodniczącym Koła Młodych Związku Kompozytorów Polskich (1988–1990), członkiem Zarządu Polskiego Towarzystwa Muzyki Współczesnej (1989–1992 i 2002–2007). W  latach 2003–2015 sprawował funkcję prezesa Związku Kompozytorów Polskich. Był współinicjatorem utworzenia Rady Organizacji Pozarządowych Ministra Kultury oraz powstania Instytutu Muzyki i Tańca. W latach 2004–2006 był wiceprzewodniczącym Rady Organizacji Pozarządowych Ministra Kultury.
Współorganizował Gdańskie Spotkania Młodych Kompozytorów „Droga” (1989 i 1991), festiwal „Akordy” w Lublinie, koncerty z cyklu „Generacje” w Polskim Radiu, był kuratorem artystycznym festiwalu „Audio Art” w Warszawie i „Przestrzenie dźwięku” w Centrum Sztuki Współczesnej Zamek Ujazdowski w Warszawie. 
Brał udział w powołaniu Europejskiego Forum Kompozytorów w Wiedniu oraz Europejskiego Porozumienia Kompozytorów i Autorów w Brukseli. Był jurorem w konkursach kompozytorskich im. Witolda Lutosławskiego w Warszawie, im. Karola Szymanowskiego w Warszawie i im. Grzegorza Fitelberga w Katowicach.
Wykładał instrumentację na Uniwersytecie im. Marii Curie-Skłodowskiej w Lublinie, a gościnnie na wielu uczelniach polskich i zagranicznych. Jest projektodawcą „Akademii dźwięku” – serii koncertów muzyki współczesnej prezentowanych w warszawskich szkołach. Od 1994 roku zajmuje się pedagogiką i animacją muzyczną w Centrum Kultury „Okopowa” Stowarzyszenia Kultury i Edukacji w Warszawie.

## Kompozycje
- Interakcje – na sześciu perkusistów (1982)
- Transmission – na fortepian solo (1983)
- Pisane w Polsce – na taśmę (1984)
- Harmonikos – na orkiestrę (1984)
- Tybet I – na taśmę (1985)
- Totale – na orkiestrę (1985)
- Off Reduction – na skrzypce solo (1986)
- Tukuang – płaskowyż Feniksów – na marimbafon (1987)
- Fractus – na kontrabas solo (1988)
- Runda – dla 3 perkusistów-aktorów (1988)
- Relacja – na flet altowy i pogłos elektroniczny (1990)
- Warkocz Bereniki – na fortepian solo (1990)
- Mała pavana – na skrzypce i fortepian (1993)
- Tchnienie i pył – na orkiestrę kameralną (1993)
- Pavanette – na skrzypce i fortepian (1993)
- Puzzler – na orkiestrę kameralną (1995)
- Nieustanne rzeczy wirowanie – na skrzypce solo (1996)
- Turlajśpiewka – na kwartet saksofonowy (1997)
- Figury w oplocie – na orkiestrę (1998-99)
- Metanoja – na klawesyn i taśmę (1998)
- Cztery poematy do tekstów Czesława Miłosza – na głos i fortepian (1999)
- Kształty żywiołów – na klawesyn i taśmę (2000)
- Oczekiwanie – na chór mieszany (2000)
- Spiętrzenia – na kwintet fortepianowy (2001)
- Renesis – na dźwięki natury (2001)
- Zaklęcia – na chór mieszany (2001)
- Lśnienie – na skrzypce i fortepian (2001)
- Wstęga purpury (W szponach walca) – na fortepian (2002)
- Cztery strumienie – na smyczki (2003)
- Zorze I – „Praskie” – na orkiestrę symfoniczną (2004)
- Zorze II – „Ereprijs” – na orkiestrę kameralną (2004-2005)
- Zorze III – „Weltblech” – na zespół instrumentów dętych blaszanych i perkusję (2005)
- Zorze IV – „Melos Ethos” – dla 15 wykonawców (2006)
- Sceny z bezkresu – na zespół instrumentalny, zespół wokalny i live electronics (2006)
- Spiętrzenia na orkiestrę (2007)

## Ordery i odznaczenia
- Krzyż Kawalerski Orderu Odrodzenia Polski (2014)[4]
- Srebrny Medal „Zasłużony Kulturze Gloria Artis” (2016)[5]
- Brązowy Medal „Zasłużony Kulturze Gloria Artis” (2005)[5]
- Medal Stowarzyszenia Autorów ZAiKS (2009)[6]
- Medal Uniwersytetu Muzycznego Fryderyka Chopina w Warszawie (2010)

## Nagrody
- Nagroda Specjalna Ministra Kultury i Dziedzictwa Narodowego (2005)
- Nagroda Stowarzyszenia Autorów ZAiKS za zasługi w dziedzinie promocji muzyki polskiej (2008)
- Nagroda Stowarzyszenia Polskich Artystów Muzyków za zasługi dla muzyki polskiej (2010)
- Nagroda Specjalna Ministra Kultury i Dziedzictwa Narodowego (2014)
- Nagroda 100-lecia ZAiKS-u (2018)
- Nagroda Specjalna ZAiKS-u (2022)
- Doroczna Nagroda Związku Kompozytorów Polskich (2022)[7]

Źródło:.